# Hållsdammen, Småland
Hållsdammen är en sjö i Tingsryds kommun i Småland och ingår i Bräkneåns huvudavrinningsområde. Sjön har en area på 0,068 kvadratkilometer och ligger 118 meter över havet. Sjön avvattnas av vattendraget Bräkneån.
Hållsdammen är den gamla dammen för knipphammaren vid Stensfors bruk.

## Delavrinningsområde
Hållsdammen ingår i det delavrinningsområde (625436-145078) som SMHI kallar för Ovan Lillån. Medelhöjden är 121 meter över havet och ytan är 56,67 kvadratkilometer. Räknas de 10 avrinningsområdena uppströms in blir den ackumulerade arean 307,64 kvadratkilometer. Avrinningsområdets utflöde Bräkneån mynnar i havet. Avrinningsområdet består mestadels av skog (84 procent). Avrinningsområdet har 1,8 kvadratkilometer vattenytor vilket ger det en sjöprocent på 3,2 procent.